# Marguerite de France (1279-1318)
Pour les articles homonymes, voir Marguerite de France.
Titres
Reine d'Angleterre et dame d'Irlande
9 septembre 1299 – 7 juillet 1307
(7 ans, 9 mois et 28 jours)
Duchesse d'Aquitaine
9 septembre 1299 – 7 avril 1306
(6 ans, 6 mois et 29 jours)
Marguerite de France (1279 ? – 14 février 1318) est la fille de Philippe III, roi de France et de sa seconde épouse, Marie de Brabant.

## Mariage et descendance
En 1299, elle devient reine d'Angleterre en épousant Édouard Ier d'Angleterre, veuf d'Éléonore de Castille, conformément au traité de Montreuil-sur-Mer signé entre son frère Philippe IV le Bel et Édouard Ier.
Ils ont trois enfants : 
- Thomas de Brotherton (1300 – 1338), comte de Norfolk[3]  ;
- Edmond de Woodstock (1301 – 1330), comte de Kent[3]  ;
- Aliénor, née à Winchester le 4 mai 1306, morte à Amesbury en 1311, enterrée à l'abbaye de Beaulieu.